# Pogrom d'Aden
El pogrom d'Aden va tenir lloc el 3 de desembre de 1947 en la iemenita ciutat d'Aden, que fins llavors havia estat una ciutat portuària britànica, de fet encara no s'havia acabat el protectorat britànic. En aquest pogrom hi van morir 82 jueus, 33 àrabs, quatre indígenes musulmanes i un somali, i també es va produir la devastació a gran escala de la comunitat jueva local d'Aden.
Els disturbis van ser una vergonya significativa per al govern britànic, sobretot tenint en compte que els "Levies", tropes regulars natives responsables de la seguretat del Protectorat d'Aden van ser acusats de causar moltes morts innecessàries.

## Levies d'Aden
Els Levies del Protectorat d'Aden (APL) eren una força militar àrab creada per a la defensa local del Protectorat d'Aden sota el domini britànic. Els Levies eren aplegats de totes les parts del protectorat i armats oficialment pels militars britànics. Van usar l'emblema de Lahej de Jambiyah creuada (daga corba tradicional de doble tall) com a distinció.

## Esdeveniments

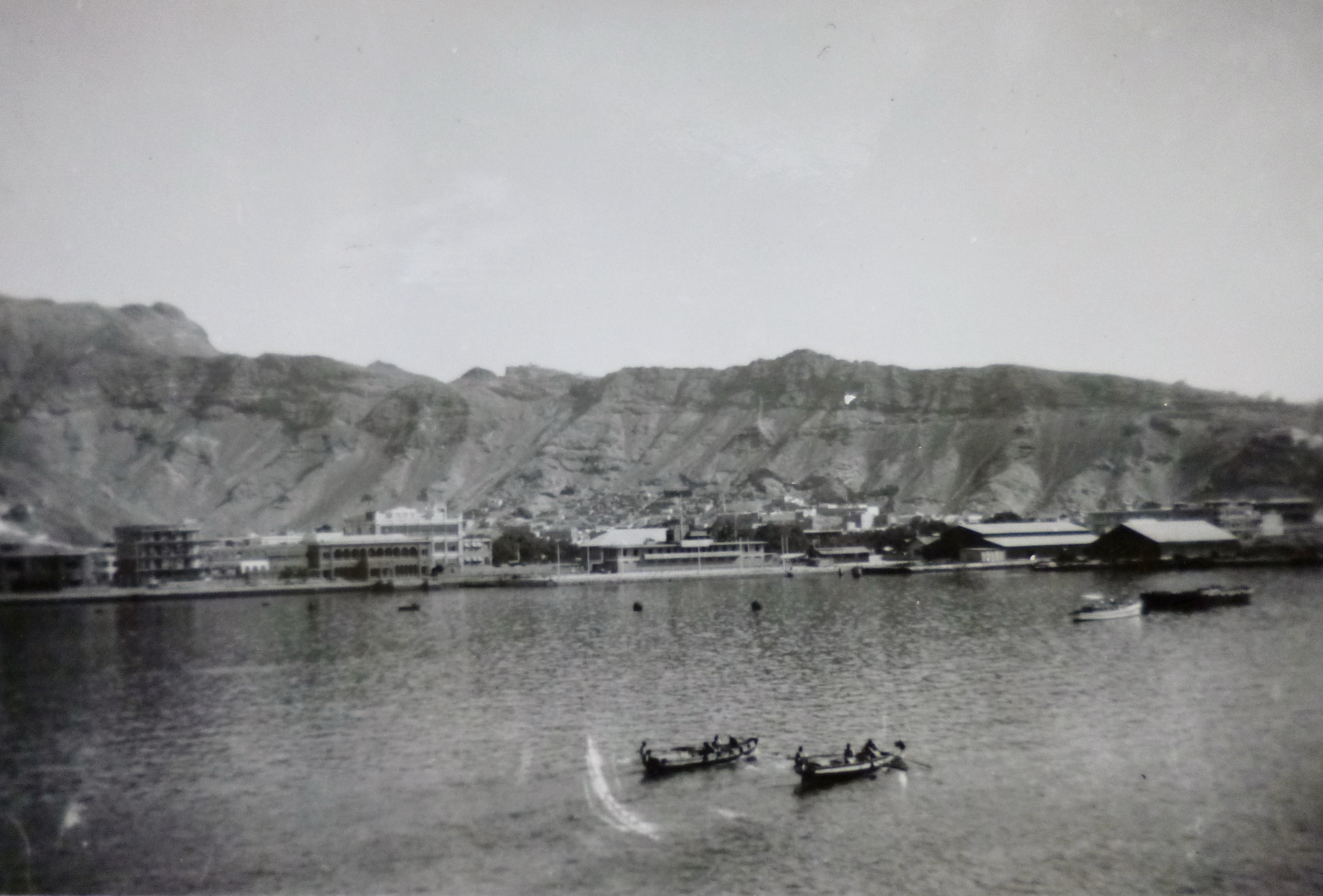
Port d'Aden el 1949

Hi havia al voltant de 1.500 jueus que vivien a la ciutat. Després de la votació al Consell de Seguretat de l'ONU el 29 de novembre de 1947 sobre la divisió del mandat britànic de Palestina, la violència va esclatar el 3 de desembre de 1947. Després de l'acusació de l'assassinat de dues noies locals, 82 jueus van ser assassinats en els disturbis i 76 ferits Es van robar 106 de les 170 botigues jueves d'Aden. Es van cremar quatre sinagogues (inclosa la Gran Sinagoga d'Aden), així com 220 cases jueves.
A la dècada de 1940, les visites dels àrabs palestins a Aden i les expressions dels sentiments anti-jueus es van fer molt comunes. La població àrab educada d'Aden havia quedat exposada a la premsa d'Egipte, així com a les emissores de ràdio de "La veu dels àrabs" del Caire, que va incitar a la consciència política i va preparar els motius de la revolta antijueva de novembre de 1947 i posteriorment, el 1967, l'expulsió de les forces britàniques.

## Conseqüències

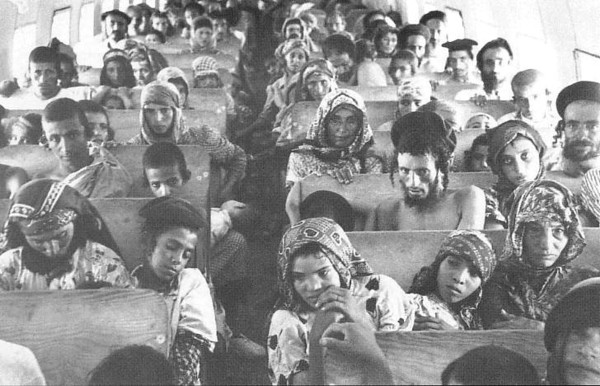
Jueus ieminites de camí cap a Israel el 1950

En el moment del pogrom, un dels pogroms més sagnants després de la Segona Guerra Mundial, gairebé no hi havia tropes britàniques a la ciutat. Hi havia les tropes del Protectorat d'Aden, una unitat militar, els "Levies", formada per àrabs musulmans, que es trobaven a la ciutat, no van protegir els jueus, sent responsables de moltes morts.
El govern d'Aden va establir una investigació, sota el magistrat K. Bochgaard, per considerar les reclamacions de compensació. Es van presentar reclamacions de més d'un milió de lliures, que superaven els ingressos anuals totals de la colònia. Sobre la base que la majoria dels danys van ser causats per no residents d'Aden, Bochgaard va atorgar 240,000 £ amb un màxim de 7,500 £ per reclamació.
Després de la massacre, com a conseqüència immediata, molts residents jueus van fugir del país, principalment a Israel. Entre el mes juny de 1949 i el mes de setembre de 1950, l'operació "Magic Carpet" va portar aproximadament 49.000 jueus iemenites cap a Israel.